# Fire klaverstykker opus 4
Fire klverstykker is een compositie van Eyvind Alnæs. De stukjes werden als bundeltje uitgegeven in 1896. Een tweetal titels uit onderstaande rijtje vertoont overeenkomst met titels van werkjes van Edvard Grieg. De muziek is daarbij opvallend verschillend; die van Alnæs klinkt grover en steviger.
De vier stukjes
1. Fædrelandshymne (vergelijking met Griegs Lyrische Stücke opus 12 nummer 8)
2. Folkevise (Griegs Lyrische Stücke opus 12 nummer 5)
3. Albumblatt
4. Humoreske